# 't Hool
 't Hool is een buurt in het stadsdeel Woensel-Noord in de Nederlandse stad Eindhoven. Op 1 januari 2023 telde de buurt 2.265 inwoners, verdeeld over 1.034 woningen, met een gemiddelde WOZ-waarde van € 320.000, op een oppervlakte van 0,34 km².
De buurt ligt in het noorden van Eindhoven in de wijk Ontginning, waartoe de volgende buurten behoren:
- Driehoeksbos
- Prinsejagt
- Jagershoef
- 't Hool
- Winkelcentrum
- Vlokhoven

De buurt 't Hool is vernoemd naar het Hoolstraatje dat ten noorden van de buurt liep. De wijk is begin zeventiger jaren van de 20e eeuw gebouwd. Het is ontworpen door architect Bakema; kenmerkend voor de buurt is de noordrand die wordt gevormd door hoge flats terwijl het middendeel bestaat uit hofjes, met voornamelijk koopwoningen.